# Kabe sommarland
Kabe sommarland, eller Kabeland, var ett sommarland i Jönköping som drevs åren 1984-1995. Det före detta sommarlandet är nu övergivet och förfallet. Kabe sommarland låg på Haga industriområde. 
Anläggningen byggdes av husvagnstillverkarföretaget KABE Husvagnar AB i början av 1980-talet. Kabe Sommarland slog upp portarna 1984, och invigdes av Gösta Gunnarsson som då var landshövding i Jönköpings län. De första åren gick det bra, men 1988 gick det så dåligt att man såg sig tvungna att sälja sommarlandet.
1989 klagade boende i närheten över oväsen.
Nya ägare kom, men motgångarna blev värre med lågkonjunkturen i början av 1990-talet. Jönköpings kommun gick in med pengar. Kring 1993-1994 blev de ekonomiska problemen allt större. Dessutom började en pyroman smyga omkring i trakterna. I augusti 1995 brann restaurangen och då 1995 års säsong var över lades Kabe Sommarland ner, övergavs och ödelades .